# Vukica Mitić
Vukica Mitić (nacida el 7 de diciembre de 1953) es una exjugadora de baloncesto yugoslava. Consiguió 3 medallas en competiciones oficiales con Yugoslavia.